# Gabdoelchaj Achatov
Gabdoelchaj Achatov (Russisch: Габдулхай Хурамович Ахатов, Tataars: Габделхәй Әхәтов) (Staroje Ajmanovo, Tatarije, 8 september 1927 - Naberezjnye Tsjelny, 25 november 1986) was een Russisch filoloog, turkoloog en linguist, gespecialiseerd in Tataarse dialecten.

## Leven en werk
Gabdoelchaj studeerde in 1951 af aan de universiteit te Kazan en zou van 1954 tot 1986 voorzitter zijn van een commissie die zich richtte op de Tataarse spraak en literatuur. Hij was professor aan diverse universiteiten en ondernam verschillende taalkundig-dialectologische en etnologische expedities naar Siberië, Centraal-Azië en andere regio's. Hij schreef een grote hoeveelheid taaltheoretische boeken en artikelen die substantieel bijdroegen aan de wetenschappelijke ontwikkeling van de dialectologie, lexicologie en fraseologie en verrichtte met name baanbrekend werk op het gebied van idiomatische uitdrukkingen. Ook had hij bijzondere aandacht voor overstijgende linguïstische verschijnselen. Zijn taalkundige studies werden bekroond op het dertiende internationale Congres van linguisten (Tokio, 1982).
Gabdoelchaj vervulde ook een groot aantal officiële functies binnen de Sovjet-Unie. Als polyglot sprak hij meer dan 25 talen. Hij overleed in 1986, 59 jaar oud.